# Bagat-en-Quercy
Bagat-en-Quercy är en kommun i departementet Lot i regionen Occitanien i södra Frankrike. Kommunen ligger i kantonen Montcuq som tillhör arrondissementet Cahors. År 2018 hade Bagat-en-Quercy 196 invånare.

## Befolkningsutveckling
Antalet invånare i kommunen Bagat-en-Quercy
| Referens: INSEE |